# Бельск (гмина)
Бельск (пол. Bielsk) — сельская гмина (волость) в Польше, входит как административная единица в Плоцкий повет, Мазовецкое воеводство. Население — 8920 человек (на 2004 год).

## Демография
| Перепись                       | Всего   | Всего | Женщины | Женщины | Мужчины | Мужчины |
| ------------------------------ | ------- | ----- | ------- | ------- | ------- | ------- |
| Единицы                        | человек | %     | человек | %       | человек | %       |
| Население                      | 8920    | 100   | 4426    | 49,6    | 4494    | 50,4    |
| Плотность населения (чел./км²) | 71,1    | 71,1  | 35,3    | 35,3    | 35,8    | 35,8    |

## Сельские округа
1. Бельск
2. Болеховице
3. Цеканово
4. Чахцин
5. Дембск
6. Дрвалы
7. Дзедзице
8. Гилино
9. Гижыно
10. Гослице
11. Ярошево-Бискупе
12. Ярошево-Весь
13. Йёнчево
14. Юзинек
15. Кендзежин
16. Кленево
17. Клобе
18. Конары
19. Кухары-Ежево
20. Лещын-Ксенжы
21. Лещын-Шляхецки
22. Любеево
23. Махцино
24. Нищыце
25. Нищыце-Пеньки
26. Рудово
27. Сенково
28. Смолино
29. Шевце
30. Смилово
31. Тхуж
32. Тлубице
33. Ултово
34. Уменино
35. Загроба
36. Закшево
37. Зонготы
38. Жуково

## Поселения
1. Чахцин-Новы
2. Махцинко
3. Пеншино
4. Струсино

## Соседние гмины
1. Гмина Дробин
2. Гмина Гоздово
3. Гмина Радзаново
4. Гмина Стара-Бяла
5. Гмина Старозьребы
6. Гмина Завидз